# ۸۲ (عدد)

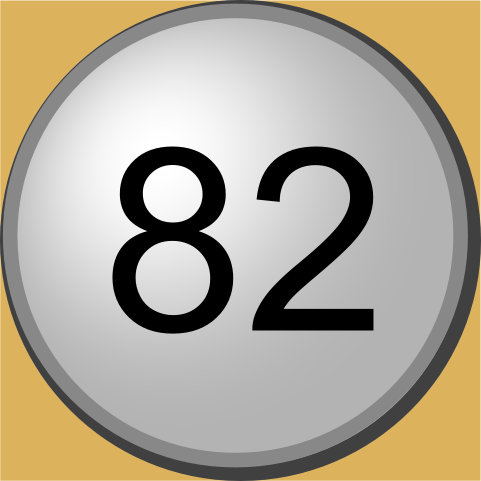
عدد 82

۸۲ (هشتاد و دو) یک عدد طبیعی است که بعد از ۸۱ و قبل از ۸۳ قرار دارد.